# Phạm Hải Yến
Phạm Hải Yến (sinh ngày 9 tháng 11 năm 1994) là một cầu thủ bóng đá nữ Việt Nam đang thi đấu ở vị trí tiền đạo cho câu lạc bộ Hà Nội I và đội tuyển nữ quốc gia Việt Nam. Cô đang là đội trưởng của câu lạc bộ Hà Nội I. Cô được xem như một trong những tiền đạo xuất sắc nhất lịch sử bóng đá Việt Nam.
Cô sinh ra ở Hà Tây, một tỉnh cũ ở miền Bắc Việt Nam. Sau khi tỉnh này sáp nhập về Hà Nội, cô về tập luyện và trưởng thành từ lò đào tạo trẻ của câu lạc bộ Hà Nội. Hải Yến đã 2 lần giành chức vô địch U19 quốc gia cùng với đội tuyển trẻ của Hà Nội. Sau đó, cô tiếp tục thi đấu chuyên nghiệp cho Hà Nội. Tại đây, cô có 3 lần giành chức Vô địch quốc gia, 1 lần Á quân Cúp quốc gia. Ngoài ra, cô có 3 lần giành danh hiệu Vua phá lưới Giải vô địch quốc gia, 1 lần Vua phá lưới Cúp quốc gia. Với những thành tích thi đấu xuất sắc, cô được chọn làm đội trưởng của câu lạc bộ Hà Nội từ mùa giải 2019.
Trên đấu trường quốc tế, cô cùng với đội tuyển U16 Việt Nam giành vị trí thứ 3 tại Giải vô địch U16 Đông Nam Á 2009. Sau đó, cô được phát hiện và gọi lên Đội tuyển quốc gia Việt Nam dưới thời HLV Trần Vân Phát năm 2011. Tại Vòng loại Thế vận hội London 2012, cô đã có trận ra mắt đội tuyển quốc gia khi chưa tròn 17 tuổi. Cô đã giành trọn bộ danh hiệu trong môn bóng đá nữ ở khu vực Đông Nam Á gồm: 1 chức Vô địch Đông Nam Á, 2 huy chương vàng SEA Games. Ngoài ra, cô còn được người hâm mộ nhớ tới với pha đánh đầu dũng mãnh vào lưới Thái Lan trong trận chung kết SEA Games 2019 đem về chiếc huy chương vàng SEA Games thứ 6 trong lịch sử cho đội tuyển nữ Việt Nam.

## Tiểu sử
Cô sinh ngày 9 tháng 11 năm 1994 tại làng Nghiêm Xá, xã Nghiêm Xuyên, huyện Thường Tín, tỉnh Hà Tây ở miền Bắc Việt Nam. Làng Nghiêm Xá trước kia là một làng khoa bảng nổi danh của phủ Thường Tín, trấn Sơn Nam khi có tới 7 vị hiền nhân thi đỗ Tiến sĩ Nho học thời phong kiến. Làng Nghiêm Xá nay là một làng quê thuộc ngoại thành Hà Nội và cách trung tâm thủ đô khoảng 30 km về phía Nam. Còn xã Nghiêm Xuyên là một xã chiêm trũng ở hạ lưu sông Nhuệ và là nơi giao nhau giữa 3 huyện Thường Tín, Thanh Oai và Phú Xuyên. Hải Yến xuất thân từ một gia đình thuần nông gian khó, không có ai theo nghiệp quần đùi áo số. Trong gia đình, bố cô là ông Phạm Văn Mười và mẹ là bà Phạm Thị Phương, dưới Hải Yến còn có một em trai.

## Sự nghiệp câu lạc bộ
- Sinh ra và lớn lên từ một địa phương khá mạnh với phong trào bóng đá nữ như Hà Tây nên Hải Yến cũng ít nhiều có niềm đam mê với trái bóng tròn. Cộng thêm với việc ở làng Nghiêm Xá cũng có một đội bóng đá nữ do thầy Dương Khắc Kiểm huấn luyện nên mỗi ngày Hải Yến đều có cơ hội ra sân chơi bóng với sự chỉ dạy của thầy Kiểm và các anh chị lớn hơn.[4] Sau đó, đến năm lớp 8 thì cô thiếu nữ ở sân bóng làng Nghiêm Xá đã được nhận vào đội trẻ của câu lạc bộ nữ Hà Tây.[3] Từ đó, cô về Hà Đông tập luyện và theo con đường bóng đá chuyên nghiệp. Lứa trẻ của Hà Tây năm đó còn có một tuyển thủ quốc gia khác là hậu vệ đa năng Hoàng Thị Loan đến từ huyện Thanh Oai.
- Sau khi sáp nhập Hà Tây về Hà Nội, cô đã tập luyện cùng với lứa trẻ của Hà Nội và cô đã cùng U19 Hà Nội giành được 2 chức vô địch U19 quốc gia liên tiếp vào các năm 2012, 2013.[5] Tại giải vô địch U19 quốc gia 2013, Hải Yến đã lập lại được thành tích của Tuyết Dung năm 2011 đó là ngoài chiếc cúp vô địch cô còn dành cú đúp danh hiệu cá nhân là Cầu thủ xuất sắc nhất và Vua phá lưới với 7 pha lập công.

### Hà Nội

#### 2011–2014: Những chức vô địch đầu tiên
- Từ mùa giải 2011, cô được đôn lên đội 1 của Hà Nội Tràng An 1 (nay là Hà Nội) để tham dự Giải vô địch quốc gia 2011. Tiền đạo trẻ này được khoác áo số 19 trong đội hình của ông Giả Quảng Thác (假廣搨), cuối mùa cô đã có chức vô địch quốc gia ngay trong mùa bóng đầu tiên lên đội 1 dù bản thân chưa đóng góp được nhiều.
- Mùa giải 2012, cô có bàn thắng đầu tiên tại giải vô địch quốc gia khi nó được ghi ở vòng 6 trong trận gặp đội bóng cùng thành phố Hà Nội II.[6] Đến vòng 10, cô có bàn thắng ấn định tỉ số 3–2 ở phút thứ 88 giúp Hà Nội I giành chiến thắng nghẹt thở trước chủ nhà Phong Phú Hà Nam trong trận đấu có tới 12 nghìn khán giả theo dõi trên khán đài, một điều rất hiếm thấy đối với giải vô địch quốc gia nữ. Hơn nữa, bàn thắng đó giúp Hà Nội I vượt qua chính Hà Nam vươn lên vị trí thứ 2 và kết thúc giải với vị trí Á quân.[7]
- Mùa giải 2013, cô được mặc chiếc áo số 12, một số áo đã gắn liền với sự nghiệp của Hải Yến sau này. Ngay ở vòng 1 gặp Hà Nội II, Tiền đạo mang áo số 12 đã ghi bàn thắng đầu tiên cho Hà Nội I ở mùa giải mới giúp đội bóng này có trận ra quân thuận lợi.[8] Sau đó, cô tiếp tục đóng góp thêm 1 bàn thắng khi gặp Hà Nội II ở trận lượt về với bàn ấn định chiến thắng 2–0. Đến cuối mùa, cô có danh hiệu vô địch quốc gia thứ 2 và là lần thứ 9 cho Hà Nội I.
- Mùa giải 2014 tiếp theo, Hải Yến đã thi đấu tiến bộ hơn khi đóng góp 4 bàn thắng trong cả mùa giải (chỉ kém Vua phá lưới Nguyễn Thị Muôn 2 bàn) và góp công không nhỏ cho chức vô địch quốc gia lần thứ 10 của Hà Nội I. Tiền đạo 20 tuổi lúc này được coi như người kế thừa xứng đáng cho những cây săn bàn đẳng cấp của Hà Nội I như Minh Nguyệt, Nguyễn Thị Muôn, Nguyễn Thị Hòa,...

#### 2015–2016: Vua phá lưới và liên tiếp về nhì
- Sang mùa giải 2015, Hải Yến đã chứng tỏ sự tiến bộ rõ rệt. Cô đã giành giải Vua phá lưới của giải với 10 pha lập công.[9] Tuy nhiên, Hà Nội I lại để mất chức vô địch vào tay của TP HCM khi kém đối thủ đến từ thành phố mang tên Bác đúng 1 điểm sau một cuộc đua vô địch gay cấn đến những phút giây cuối cùng. Trong đó, phải kể đến trận hòa 2–2 đầy kịch tính giữa 2 đội ở vòng đấu cuối cùng khi Hà Nội I đã dẫn trước từ hiệp 1 đến lúc trận đấu còn khoảng 15 phút thì TP HCM bất ngờ ghi 2 bàn thắng liên tiếp trong 6 phút để đảo ngược tình thế. Sau đó, Nguyễn Thị Xuyến tiếp tục đẩy kịch tính lên cao khi gỡ hòa 2–2 cho Hà Nội I ở phút 90+1. Bàn thắng đó khiến 3 phút bù giờ còn lại của trận đấu căng như dây đàn do các học trò của ông Nguyễn Duy Hùng muốn vùng lên tìm bàn thắng quyết định.[10][11] Với màn trình diễn đầy tiến bộ trong năm 2015, tại giải thưởng Quả bóng vàng Việt Nam 2015 cô có lần đầu tiên lọt vào danh sách sơ bộ 10 cầu thủ nữ và danh sách rút gọn 3 cầu thủ trẻ nữ xuất sắc nhất theo công bố của báo Sài Gòn giải phóng.[12][13]
- Mùa giải 2016, Hải Yến vẫn thi đấu ổn định và giúp Hà Nội I dẫn đầu bảng xếp hạng với chuỗi 14 trận bất bại sau 2 lượt trận. Nếu như căn cứ theo điều lệ thi đấu của những mùa giải trước thì nghiễm nhiên Hà Nội I đã có chức vô địch thứ 11. Nhưng từ mùa giải này, Ban Tổ chức lần đầu tiên đề ra Vòng đấu loại trực tiếp giữa 4 đội đầu bảng để chọn ra nhà vô địch, điều này làm kết quả cuối mùa của giải VĐQG trở nên rất khó lường.[14] Hà Nội I bước vào trận bán kết gặp đội bóng đất mỏ Than khoáng sản Việt Nam, Hải Yến đã thể hiện một phong độ chói sáng bằng việc ghi một cú đúp ngay trong 11 phút đầu trận giúp Hà Nội I giành vé vào trận chung kết một cách nhẹ nhàng.[15] Đến trận chung kết gặp đối thủ nhiều duyên nợ TP HCM I thì Hà Nội I đã phải nếm mùi thất bại duy nhất của mùa giải với 2 bàn thua ngay trong hiệp 1.[note 1] Thất bại này khiến đại diện thủ đô một lần nữa lại ôm hận trước đội bóng của HLV Kim Chi và đội trưởng Kiều Trinh.[16]

#### 2017–2018: Thủ lĩnh hàng công
- Mùa giải 2017, Hải Yến vẫn là một trụ cột trên hàng công của Hà Nội I khi cô vẫn nổ súng đều đặn với 6 bàn giai đoạn vòng loại và giúp Hà Nội I tiến vào vòng bán kết với vị trí thứ 3 trên bảng xếp hạng. Trong trận bán kết gặp đội bóng láng giềng Hà Nam, Hải Yến tiếp tục nổ súng gỡ hòa cho Hà Nội I sau khi bị Thanh Hương của đội chủ nhà ghi bàn dẫn trước, sau đó thế trận diễn ra giằng co và Hà Nội I đã thất bại 2–4 trên loạt sút luân lưu đầy may rủi.[17]
- Mùa giải 2018, Hải Yến là thủ lĩnh thực sự của hàng công đội bóng khi cô nổ súng 3 trận liên tiếp đầu mùa giải đem về 3 chiến thắng cho Hà Nội.[note 2] Trong đó có 2 đối thủ rất mạnh là Hà Nam và TP HCM I. Sau một trận tịt ngòi trước Than khoáng sản, cô đã trở lại mạnh mẽ với cú hat-trick trong trận gặp TNG Thái Nguyên, sau đó là 5 bàn vào lưới đội bóng Tây Bắc Sơn La. Phong độ chói sáng của Tiền đạo khoác áo số 12 giúp Hà Nội liên tục dẫn đầu bảng xếp hạng và là nhà vô địch cả hai lượt đi và về của mùa giải 2018. Đến trận bán kết, mặc dù được đánh giá cao hơn đối thủ nhưng kịch bản của mùa giải trước đã lặp lại với đội bóng của HLV Hidezaku Yagi khi họ tiếp tục thất bại trước đội bóng hàng xóm Hà Nam trên loạt đá luân lưu sau một trận hòa tẻ nhạt 0–0.[18] Kết thúc giải, cô giành danh hiệu Vua phá lưới với 14 bàn thắng ghi được trong 12 trận.[19]

#### 2019: Thủ quân đội bóng và tiếp tục về nhì
- Do tuyển thủ Nguyễn Thị Muôn đã giải nghệ khi kết thúc mùa giải 2018, nên Tiền đạo số 12 được lựa chọn làm đội trưởng của Hà Nội. Với chiếc băng đội trưởng đội bóng giàu thành tích nhất Việt Nam trên tay áo, cô là đầu tàu dẫn dắt các đồng đội tiến vào trận chung kết Cúp quốc gia 2019 bằng việc ghi tới 6 bàn chỉ sau 2 trận. Nhưng cơn khát danh hiệu cấp câu lạc bộ của cô vẫn chưa chấm dứt khi Hà Nội tiếp tục thất bại 0–1 trước đội bóng của Tuyết Dung là Hà Nam để trở thành Á quân của Cúp quốc gia mùa đầu tiên.[20]
- Tại giải vô địch quốc gia diễn ra sau đó, tuy mỗi cầu thủ chỉ có thể chơi tối đa 12 trận nhưng đội trưởng của Hà Nội đã ghi tới 17 bàn thắng. Đây là một kỷ lục ghi bàn trong 21 năm lịch sử của giải VĐQG khi cô đã phá vỡ kỷ lục 15 bàn ở mùa 2016 của Huỳnh Như. Nhưng điều quan trọng là chức vô địch vẫn không thuộc về Hà Nội khi nhìn sang bảng xếp hạng thì Hà Nội vẫn chỉ cán đích thứ nhì với 2 điểm kém hơn đội bóng của Huỳnh Như là TP HCM I.[21] Do năm nay Ban Tổ chức đã bỏ vòng đấu loại trực tiếp ở Giải vô địch quốc gia vì đã có Cúp quốc gia riêng biệt nên Hà Nội không còn cơ hội sửa sai và ngậm ngùi nhìn đại diện phía Nam lên ngôi lần thứ 4 trong 5 năm gần nhất.[22]
- Tổng kết mùa giải bóng đá nữ Việt Nam năm 2019, Chân sút họ Phạm đã ghi tới 23 bàn và giành danh hiệu Vua phá lưới ở cả hai giải đấu trong nước nhưng vẫn chưa thể giúp bóng đá thủ đô giải cơn khát danh hiệu sau 5 mùa giải trắng tay.
- Hiện nay, cô thuộc biên chế của Trung tâm Huấn luyện và Thi đấu Thể dục Thể thao Hà Nội.[23] Đây là một đơn vị sự nghiệp trực thuộc Sở Văn Hóa, Thể thao và Du lịch Hà Nội được thành lập năm 2009.[24]

## Sự nghiệp quốc tế

### Tuyển trẻ

#### U16 Việt Nam
- Năm 2009, Hải Yến nằm trong thành phần đội tuyển U16 Việt Nam cùng với một số cầu thủ như Tuyết Dung, Vũ Thị Thúy, Phan Thị Trang,... dưới sự dẫn dắt của HLV Trần Ngọc Thái Tuấn tham dự Giải vô địch U16 Đông Nam Á 2009.[25] Cô ghi 2 bàn thắng trong các trận gặp U16 Myanmar B và U16 Philippines.[26] Sau đó, trong trận tranh hạng ba, U16 Việt Nam đã đánh bại đội chủ nhà U16 Myanmar A 3–0 để giành chiếc huy chương đồng trong lần đầu tiên tham dự giải.[27]

#### U19 Việt Nam
- Năm 2010, cô được HLV Vũ Bá Đông gọi vào đội U19 Việt Nam tham dự Vòng loại thứ 2 Giải vô địch U19 châu Á 2011. Ở ngay trận đầu ra quân, sau khi vào sân ở đầu hiệp 2 cô đã lập một cú đúp mở hàng cho chiến thắng 3–0 đầy bất ngờ của U19 Việt Nam trước đối thủ được đánh giá cao là U19 Uzbekistan, đội bóng vừa vùi dập U19 Iran 5–1 ở trận đấu trước đó.[28][29] Ở 3 trận đấu sau, cô đều được vào sân từ băng ghế dự bị nhưng không có nhiều thời gian để tiếp tục tỏa sáng. Đến vòng chung kết diễn ra vào cuối năm 2011 ở thành phố Hồ Chí Minh, cô đã không thể tham dự vì bận tập trung cho Giải vô địch Đông Nam Á 2011 cùng đội tuyển quốc gia.[30]
- Cuối năm 2012, cô được HLV Nguyễn Duy Hùng gọi trở lại đội U19 Việt Nam tham dự Vòng loại thứ 2 Giải vô địch U19 châu Á 2013. Ở vòng loại lần này cô không còn đóng vai kép phụ nữ mà đã là trụ cột của tuyển U19 Việt Nam. Hải Yến được ra sân đá chính cả ba trận và đã ghi 4 bàn, trong đó có một hat-trick trong trận gặp U19 Ấn Độ. Tuy nhiên, các cô gái trẻ của Việt Nam đã không vượt qua vòng loại do thất bại đen đủi 1–2 trước U19 Myanmar ngay trận đầu ra quân, trận đấu mà U19 Việt Nam chỉ ghi được 1 bàn thắng nhờ công của hậu vệ Mỹ Anh còn hàng công thì tỏ ra vô duyên đến một cách lạ kỳ.[31][32]

### Tuyển quốc gia

#### Vòng loại Olympic 2012
- Cuối tháng 4 năm 2011, Hải Yến có lần đầu tiên được triệu tập vào đội tuyển quốc gia khi được HLV Trần Vân Phát (陳雲發) điền tên trong danh sách sơ bộ 23 cầu thủ tham dự Vòng loại thứ 2 của Thế vận hội London 2012.[33][34] Đến cuối tháng 5, cô tiếp tục nằm trong danh sách rút gọn 20 tuyển thủ lên đường sang Amman, Jordan thi đấu.[35]
- Trận đấu đầu tiên, Việt Nam được xử thắng Iran 3–0 vì một quy định liên quan đến hijab của đạo Hồi.[36][37][38] Hai ngày sau (7/6), trong trận đấu với chủ nhà Jordan, cô được khoác áo số 8 và tung vào sân thay cho Nguyễn Thị Muôn ở phút 83.[39][40] Đó là lần đầu tiên ra sân của Hải Yến trong màu áo đội tuyển Việt Nam, khi đó Hải Yến mới chưa đầy 17 tuổi (16 tuổi 6 tháng 29 ngày). Sau đó, cô có thêm một lần được vào sân từ băng ghế dự bị trong trận hòa Thái Lan 3–3.[41] Trận hòa đó khiến Việt Nam không thể giành tấm vé duy nhất đến Vòng loại thứ 3 của Thế vận hội.[42]

#### AFF Cup 2011
- Sau khi giành ngôi Á quân U19 quốc gia 2011, cô tiếp tục được HLV Trần Vân Phát gọi tham dự Giải vô địch Đông Nam Á 2011 (AFF Cup 2011) cùng đội tuyển Việt Nam.[43] Ở giải này, cô tiếp tục được mang áo số 8 như đợt tập trung lần trước.
- Trong trận đấu thứ 3 ở vòng bảng, cô được vào sân thay cho Nguyễn Thị Muôn trong trận gặp Indonesia và đã tỏa sáng với một cú hat-trick vào lưới đội bóng xứ Vạn đảo.[44] Kết thúc giải, tiền đạo trẻ của Hà Nội Tràng An 1 giành được một chiếc huy chương đồng trong lần đầu tham dự một giải đấu quốc tế cùng đội tuyển Việt Nam.
- Giải đấu này cũng là lần lên tuyển cuối cùng của Hải Yến dưới thời ông Trần Vân Phát.

#### Asiad 17
- Ba năm sau, ông Trần Vân Phát mãn nhiệm sau khi không giành được vé đến World Cup 2015. Vào tháng 8 năm 2014, Hải Yến được HLV Mai Đức Chung gọi trở lại tập trung đội tuyển quốc gia chuẩn bị tham dự Asiad 17.[45] Đến đầu tháng 9, cô là thành viên trẻ nhất trong số 18 tuyển thủ được thầy Chung chọn để lên đường đi Incheon, Hàn Quốc. Thời điểm đó, cô chưa đầy 20 tuổi.[46] Trong trận đấu thứ 2 ở vòng bảng gặp Hồng Kông, cô được tung vào sân thay cho Nguyễn Thị Muôn ở phút 77 và chỉ sau 3 phút sau cô đã tự điền tên mình lên bảng tỉ số từ một pha dứt điểm chéo góc bằng chân trái, ấn định chiến thắng 5–0 cho đội tuyển Việt Nam.[47] Đây cũng là bàn thắng đầu tiên của Hải Yến cho Những cô gái vàng ở một sân chơi châu lục.
- Ở vòng tứ kết, Việt Nam đã lội ngược dòng đánh bại Thái Lan 2–1 trong trận tứ kết để lần đầu tiên lọt vào vòng bán kết của môn bóng đá nữ ở Á vận hội.[48] Một thành tích mà chưa có đại diện Đông Nam Á nào làm được.

#### Vòng loại Olympic 2016
- Sau khi không được triệu tập tham dự AFF Cup 2015 thì đến cuối tháng 7 năm 2015, Hải Yến là 1 trong 4 tiền đạo được HLV Norimatsu Takashi điền tên vào danh sách sơ bộ để tham dự Vòng loại thứ 2 của Thế vận hội Rio 2016.[49] Nhưng sau đó trước ngày lên đường sang Mandalay, Myanmar thì Hải Yến là tiền đạo duy nhất được ông thầy người Nhật loại ở nhà cho dù cô đang là Vua phá lưới Giải vô địch quốc gia 2015 trong màu áo Hà Nội I.[50] Ba cái tên được ông Takashi tin tưởng là Minh Nguyệt, Huỳnh Như cùng với tiền đạo trẻ Hồng Cúc của Hà Nam.
- Sau một năm bị bỏ rơi trên tuyển, Hải Yến đã được gọi tham dự Vòng loại thứ 3 Thế vận hội Rio 2016 ngay sau khi HLV Mai Đức Chung trở lại nắm quyền.[51] Tuy nhiên, việc phải đối đầu với 5 đối thủ mạnh nhất châu lục nên đội tuyển Việt Nam đã phải nhận 5 trận thua liên tiếp tại Osaka, hàng công thì chỉ ghi được một bàn trên chấm phạt đền. Riêng cá nhân Hải Yến thì cũng chỉ được thi đấu duy nhất một hiệp đầu trong trận thua Australia và cũng không thể hiện được gì đáng kể.[52] Qua đó, tạm gác lại giấc mơ tham dự môn bóng đá tại Thế vận hội thêm 4 năm.

#### AFF Cup 2016
- Sau đó, Hải Yến tiếp tục được tham dự AFF Cup 2016. Cô có bàn thắng đầu tiên tại giải năm đó khi ghi bàn vào lưới Singapore ở vòng bảng.[53][note 3] Còn tuyển Việt Nam thì thẳng tiến một mạch đến trận chung kết gặp Thái Lan, đối thủ mà họ đã đánh bại với tỉ số 2–0 ở vòng bảng trước đó.[54] Nhưng điều tương tự đã không lặp lại, mặc dù Hải Yến và các đồng đội vẫn là những người chủ động cầm bóng, dồn ép đối thủ và có nhiều cơ hội hơn nhưng lại chỉ có được kết quả hòa 1–1 sau 120 phút.[55] Sau đó, Việt Nam đã thất bại 5–6 trên loạt sút luân lưu khi thần may mắn tiếp tục không đứng về phía họ. Đỉnh điểm của nó là pha bẻ còi của nữ trọng tài Thein Thein Aye người Myanmar ở lượt sút thứ sáu của Nguyễn Thị Liễu khiến Việt Nam mất chức vô địch.[56][57][58][note 4]
- Ngay sau AFF Cup 2016, tiền đạo đội trưởng Minh Nguyệt chính thức chia tay đội tuyển quốc gia nên Huỳnh Như và Hải Yến là 2 nhân tố chủ chốt của hàng công tuyển Việt Nam từ đó.[59]

#### SEA Games 2017
- Tháng 8 năm 2017, cô có lần đầu tiên tham dự SEA Games khi SEA Games 29 diễn ra ở Kuala Lumpur, Malaysia. Trận gặp Myanmar, cô ghi bàn mở tỉ số ở phút thứ 18 sau đường chuyền thuận lợi của Tuyết Dung.[60][note 5] Sau đó, cô đóng góp 1 bàn thắng quan trọng trong trận cầu đinh với Thái Lan, đó là một pha đá bồi sau cú dứt điểm của Huỳnh Như, giúp Việt Nam sớm dẫn trước đối thủ kỵ dơ và có được trận hòa 1–1 sau đó.[61][62] Tuy chỉ có được 1 điểm trong trận đấu này nhưng vẫn giúp Việt Nam nắm giữ lợi thế trước người Thái khi đối thủ ở trận sau của Việt Nam chỉ là Malaysia, đội bóng yếu nhất giải. Và quả thực, đội tuyển Việt Nam đã giành huy chương vàng với chiến thắng cách biệt 6–0 sau đó.[63][64]

#### Asian Cup 2018
- Đầu năm 2017, tại bảng D vòng loại Asian Cup 2018, đội tuyển Việt Nam đã thắng giòn giã cả bốn trận và giành vé đến vòng chung kết ở Jordan một cách thuyết phục. Riêng Chân sút quê Thường Tín đóng góp 4 bàn thắng với 2 cú đúp trước các đội bóng Tây Á là Syria và Iran.[65][66] Trong trận đấu cuối cùng với Myanmar (11/4), cô gặp một chấn thương do bị lật cổ chân nhưng đã kịp bình phục trước ngày khai mạc Giải vô địch quốc gia 2017 vào tháng 5 sau đó.[67]
- Năm 2018, Hải Yến cùng đội tuyển Việt Nam tham dự Asian Cup 2018 ở Amman, Jordan. Tuy nhiên, với việc lá thăm may rủi đã đưa Những cô gái vàng vào bảng đấu cực khó gồm Úc, Nhật Bản và Hàn Quốc nên Việt Nam đã phải chịu 3 trận thua đậm, không ghi được bàn thắng nào và khép lại giấc mơ đến Pháp dự World Cup 2019.[68]

#### AFF Cup 2018
- Sau khi kết thúc lượt đi Giải vô địch quốc gia 2018, Hải Yến cùng các đồng đội tập trung trở lại để tham dự AFF Cup 2018 diễn ra ở Palembang, Indonesia. Cô ghi được một bàn ngay trong trận đầu ra quân trước chủ nhà Indonesia.[69] Ở 2 trận đấu sau đó gặp Singapore và Philippines cô đều vào sân từ băng ghế dự bị và không ghi được bàn thắng. Phải đến trận gặp đối thủ khó chịu nhất bảng là Myanmar, Hải Yến mới được ra sân từ đầu và cô đã lập một cú đúp rất quan trọng giúp Việt Nam có được chiến thắng sít sao 4–3 để giành ngôi nhất bảng B.[70]
- Đến vòng bán kết, cô tịt ngòi trong trận thua 2–4 trước U20 Australia ở bán kết.[71] Ở màn tái đấu với Myanmar trong trận tranh huy chương đồng, cô đã ghi bàn ấn định chiến thắng 3–0 cho đội tuyển Việt Nam.[72]

#### Asiad 18
- Sau AFF Cup 2018, Chân sút họ Phạm tiếp tục tham dự một giải đấu quốc tế khác vẫn được tổ chức ở thành phố Palembang là môn bóng đá nữ tại Asiad 18.[73] Trận đầu tiên gặp Thái Lan, cô được vào sân từ phút 68 và không để lại nhiều dấu ấn.[74] Hai ngày sau (21/8), cô được đá chính và đủ 90 phút trong trận gặp Nhật Bản nhưng vẫn không thể nổ súng trước một đối thủ quá mạnh.[75] Đến trận tứ kết gặp Đài Loan diễn ra diễn ra vào ngày 24/8, Hải Yến được vào sân thay Huỳnh Như ở phút thứ 90 để thi đấu trong khoảng 30 phút hiệp phụ nhưng cô vẫn không thể tạo ra được sự khác biệt. Sau đó, hành trình của cô cùng đồng đội được chấm dứt trên loạt đá luân lưu khi để thua 3–4.[76]

#### AFF Cup 2019
- Thi đấu với một phong độ ổn định khi ghi được 7 bàn thắng trong 6 trận ở lượt đi Giải vô địch quốc gia 2019 nên cô tiếp tục được thầy Chung gọi lên đội tuyển quốc gia để tham dự Giải vô địch Đông Nam Á 2019 diễn ra ở Chonburi, Thái Lan.[23][77] Trong trận mở màn gặp Campuchia, cô đã lập một cú hat-trick vào lưới đội bóng láng giềng.[78] Hai ngày sau (18/8), cô tiếp tục đóng góp 1 bàn trước đối thủ Indonesia khi nâng tỉ số lên 4–0 ở phút thứ 22.[79]
- Đến trận thứ 3 gặp Myanmar, trận đấu có ý nghĩa tranh ngôi nhất bảng, cô có pha bóng một mình đột phá bên cánh trái trước khi tung cú sút chéo góc hiểm hóc, đánh bại thủ môn đội bạn và phá vỡ thế cân bằng ở phút thứ 13. Sang hiệp 2, cô khép lại ngày thi đấu chói sáng của mình khi thêm một lần nổ súng ở phút thứ 60 sau pha kiến tạo của lão tướng Nguyễn Thị Xuyến.[80] Sau đó, cô tịt ngòi trong 2 trận bán kết và chung kết. Tuy nhiên, nhờ 3 pha lập công của Huỳnh Như và Tuyết Dung nên Những cô gái vàng đã vượt qua cả Philippines lẫn chủ nhà Thái Lan để giành chức vô địch Đông Nam Á lần thứ 3 trong lịch sử với thành tích toàn thắng cả năm trận.[81]

#### SEA Games 2019
- Cuối năm 2019, cô nằm trong danh sách 20 tuyển thủ của Những cô gái vàng tham dự SEA Games 30 diễn ra trên đất Philippines.[82][83][84] Ở kỳ đại hội lần này, cô được ra sân đá chính liên tiếp trong 3 trận đấu đầu tiên nhưng đều không thể ghi bàn. Sau chuỗi trận đấu không thành công, đến trận chung kết sau đó Vua phá lưới Giải VĐQG 2019 đã phải nhường suất đá chính cho chân sút trẻ của Than khoáng sản là Nguyễn Thị Vạn. Tuy nhiên, cô đã biết cách chứng tỏ giá trị của mình để lấy lại niềm tin nơi thầy Chung. Sau khi được tung vào sân thay cho Nguyễn Thị Vạn ra nghỉ ở phút thứ 63, hai đội tiếp tục thi đấu giằng co hết 90 phút và phải thi đấu thêm 2 hiệp phụ. Khi hiệp phụ thứ nhất mới diễn ra được 2 phút, Việt Nam được hưởng một quả phạt trực tiếp ở gần chấm đá phạt góc bên cánh trái do tiền vệ Tuyết Dung thực hiện. Sau khi bóng chạm đầu của một cầu thủ Thái Lan và bay ngang qua khung thành thì Hải Yến đã đoán đúng điểm rơi để băng vào thực hiện cú đánh đầu nối chính xác, đem về bàn thắng quý hơn vàng cho đội tuyển nữ Việt Nam. Suốt gần 30 phút còn lại sau đó Thái Lan tuy đã dồn lên uy hiếp khung thành của thủ môn Kim Thanh nhưng các học trò của ông Mai Đức Chung đã bảo toàn chiến thắng tối thiểu 1–0.[85] Pha đánh đầu dũng mãnh này là một trong những bàn thắng để đời của Hải Yến khi nó đem về chiếc huy chương vàng SEA Games thứ 2 liên tiếp và cũng là chiếc huy chương vàng thứ 6 trong lịch sử bóng đá nữ Việt Nam.

#### Vòng loại Olympic 2020
- Đầu năm 2019, Hải Yến đã bỏ lỡ Vòng loại thứ 2 của Thế vận hội Tokyo 2020 ở Tashkent, Uzbekistan.[86][87]
- Ngày 23 tháng 12 năm 2019, Hải Yến lọt vào danh sách sơ bộ 25 cầu thủ của HLV Mai Đức Chung công bố để chuẩn bị cho tham dự Vòng loại thứ 3 của Thế vận hội Tokyo 2020.[88][89] Ở vòng loại lần này, cơ hội của Hải Yến cùng đồng đội là cao hơn khá nhiều so với vòng loại năm 2016 vì một đội bóng mạnh là Triều Tiên đã bất ngờ tuyên bố rút lui sau khi bốc thăm còn Đương kim vô địch châu Á Nhật Bản đã có vé tham dự với tư cách là chủ nhà.[90]

Vòng loại AFC Asian Cup 2022
- Hải Yến đã có 1 trận đấu toàn thắng trước đội tuyển Maldives cô đã ghi 6 bàn, vượt qua các cầu thủ nữ trên thế giới ghi bàn ở 1 trận đấu cho đội tuyển quốc gia.

## Phong cách thi đấu
Sở hữu lối đá thông minh giống đàn chị Ngọc Châm, Hải Yến thường chơi không tốn sức nhưng hiệu quả. Đặc biệt là khả năng di chuyển, kỹ năng đi bóng, khả năng dứt điểm, chọn vị trí và chớp thời cơ ghi bàn. Ngoài ra, cô cũng có thể chơi tốt trong vai trò tiền vệ tổ chức. Tuy nhiên, tiền đạo quê Thường Tín có một số điểm yếu như thể hình không lý tưởng dẫn đến thiếu sức mạnh trong các pha tranh chấp tay đôi.

## Thống kê

### Câu lạc bộ
Tính đến  ngày 4 tháng 10 năm  2019
| Câu lạc bộ          | Mùa giải            | Giải vô địch        | Giải vô địch | Giải vô địch | Cúp quốc gia | Cúp quốc gia | Tổng cộng | Tổng cộng |
| Câu lạc bộ          | Mùa giải            | Giải đấu            | Số trận      | Số bàn       | Số trận      | Số bàn       | Số trận   | Số bàn    |
| ------------------- | ------------------- | ------------------- | ------------ | ------------ | ------------ | ------------ | --------- | --------- |
| Hà Nội              | 2011                | VĐQG                |              | 0            | —            | —            |           | 0         |
| Hà Nội              | 2012                | VĐQG                |              | 2            | —            | —            |           | 2         |
| Hà Nội              | 2013                | VĐQG                |              | 2            | —            | —            |           | 2         |
| Hà Nội              | 2014                | VĐQG                |              | 4            | —            | —            |           | 4         |
| Hà Nội              | 2015                | VĐQG                |              | 10           | —            | —            |           | 10        |
| Hà Nội              | 2016                | VĐQG                | 16           | 7            | —            | —            | 16        | 7         |
| Hà Nội              | 2017                | VĐQG                | 14           | 7            | —            | —            | 14        | 7         |
| Hà Nội              | 2018                | VĐQG                | 13           | 14           | —            | —            | 13        | 14        |
| Hà Nội              | 2019                | VĐQG                | 12           | 17           | 3            | 6            | 15        | 23        |
| Tổng cộng sự nghiệp | Tổng cộng sự nghiệp | Tổng cộng sự nghiệp |              | 63           | 3            | 6            |           | 69        |

### Thi đấu quốc tế
Tính đến hết ngày 10 tháng 7 năm 2023.
| Đội tuyển | Năm  | Trận | Bàn |
| --------- | ---- | ---- | --- |
| Việt Nam  | 2011 | 3    | 3   |
| Việt Nam  | 2012 | 0    | 0   |
| Việt Nam  | 2013 | 0    | 0   |
| Việt Nam  | 2014 | 2    | 1   |
| Việt Nam  | 2015 | 1    | 0   |
| Việt Nam  | 2016 | 7    | 1   |
| Việt Nam  | 2017 | 8    | 6   |
| Việt Nam  | 2018 | 13   | 4   |
| Việt Nam  | 2019 | 11   | 8   |
| Việt Nam  | 2020 | 4    | 0   |
| Việt Nam  | 2021 | 2    | 8   |
| Việt Nam  | 2022 | 18   | 6   |
| Việt Nam  | 2023 | 8    | 5   |
| Tổng      | Tổng | 77   | 42  |

#### Bàn thắng quốc tế
| ‡ | Cho biết bàn thắng được thực hiện từ một quả đá phạt đền |

Tỉ số của tuyển Việt Nam được ghi trước, bàn thắng của Hải Yến được in đậm.
| STT | Ngày                 | Địa điểm                                                                   | Trận | Đối thủ    | Tỉ số | Kết quả | Giải đấu                                |
| --- | -------------------- | -------------------------------------------------------------------------- | ---- | ---------- | ----- | ------- | --------------------------------------- |
| 1.  | 20 tháng 10 năm 2011 | Sân vận động Chao Anouvong, Viêng Chăn, Lào                                | 3    | Indonesia  |       | 14–0    | Giải vô địch Đông Nam Á 2011            |
| 2.  | 20 tháng 10 năm 2011 | Sân vận động Chao Anouvong, Viêng Chăn, Lào                                | 3    | Indonesia  |       | 14–0    | Giải vô địch Đông Nam Á 2011            |
| 3.  | 20 tháng 10 năm 2011 | Sân vận động Chao Anouvong, Viêng Chăn, Lào                                | 3    | Indonesia  |       | 14–0    | Giải vô địch Đông Nam Á 2011            |
| 4.  | 23 tháng 9 năm 2014  | Sân bóng bầu dục Asiad Namdong, Incheon, Hàn Quốc                          | 4    | Hồng Kông  | 5–0   | 5–0     | Đại hội Thể thao châu Á 2014            |
| 5.  | 26 tháng 7 năm 2016  | Sân vận động Mandalarthiri, Mandalay, Myanmar                              | 6    | Singapore  | 13–0  | 14–0    | Giải vô địch Đông Nam Á 2016            |
| 6.  | 5 tháng 4 năm 2017   | Trung tâm Đào tạo Bóng đá trẻ Việt Nam (VYF), Hà Nội, Việt Nam             | 10   | Syria      | 2–0   | 11–0    | Vòng loại Giải vô địch châu Á 2018      |
| 7.  | 5 tháng 4 năm 2017   | Trung tâm Đào tạo Bóng đá trẻ Việt Nam (VYF), Hà Nội, Việt Nam             | 10   | Syria      | 6–0   | 11–0    | Vòng loại Giải vô địch châu Á 2018      |
| 8.  | 9 tháng 4 năm 2017   | Trung tâm Đào tạo Bóng đá trẻ Việt Nam (VYF), Hà Nội, Việt Nam             | 12   | Iran       | 2–1   | 6–1     | Vòng loại Giải vô địch châu Á 2018      |
| 9.  | 9 tháng 4 năm 2017   | Trung tâm Đào tạo Bóng đá trẻ Việt Nam (VYF), Hà Nội, Việt Nam             | 12   | Iran       | 5–1   | 6–1     | Vòng loại Giải vô địch châu Á 2018      |
| 10. | 20 tháng 8 năm 2017  | Sân vận động Đại học Mã Lai, Kuala Lumpur, Malaysia                        | 15   | Myanmar    | 1–0   | 3–1     | Đại hội Thể thao Đông Nam Á 2017        |
| 11. | 22 tháng 8 năm 2017  | Sân vận động Đại học Công nghệ MARA, Shah Alam, Malaysia                   | 16   | Thái Lan   | 1–0   | 1–1     | Đại hội Thể thao Đông Nam Á 2017        |
| 12. | 3 tháng 7 năm 2018   | Sân vận động Gelora Sriwijaya, Palembang, Indonesia                        | 19   | Indonesia  | 3–0   | 6–0     | Giải vô địch Đông Nam Á 2018            |
| 13. | 9 tháng 7 năm 2018   | Sân vận động Gelora Sriwijaya, Palembang, Indonesia                        | 24   | Myanmar    | 1–0   | 4–3     | Giải vô địch Đông Nam Á 2018            |
| 14. | 9 tháng 7 năm 2018   | Sân vận động Gelora Sriwijaya, Palembang, Indonesia                        | 24   | Myanmar    | 2–0   | 4–3     | Giải vô địch Đông Nam Á 2018            |
| 15. | 13 tháng 7 năm 2018  | Sân vận động Gelora Sriwijaya, Palembang, Indonesia                        | 26   | Myanmar    | 3–0   | 3–0     | Giải vô địch Đông Nam Á 2018            |
| 16. | 16 tháng 8 năm 2019  | Sân vận động Học viện Giáo dục thể chất Cơ sở Chonburi, Chonburi, Thái Lan | 30   | Campuchia  | 4–0   | 10–0    | Giải vô địch Đông Nam Á 2019            |
| 17. | 16 tháng 8 năm 2019  | Sân vận động Học viện Giáo dục thể chất Cơ sở Chonburi, Chonburi, Thái Lan | 30   | Campuchia  | 5–0   | 10–0    | Giải vô địch Đông Nam Á 2019            |
| 18. | 16 tháng 8 năm 2019  | Sân vận động Học viện Giáo dục thể chất Cơ sở Chonburi, Chonburi, Thái Lan | 30   | Campuchia  | 10–0  | 10–0    | Giải vô địch Đông Nam Á 2019            |
| 19. | 18 tháng 8 năm 2019  | Sân vận động Học viện Giáo dục thể chất Cơ sở Chonburi, Chonburi, Thái Lan | 31   | Indonesia  | 3–0   | 7–0     | Giải vô địch Đông Nam Á 2019            |
| 20. | 20 tháng 8 năm 2019  | Sân vận động Học viện Giáo dục thể chất Cơ sở Chonburi, Chonburi, Thái Lan | 32   | Myanmar    | 1–0   | 4–0     | Giải vô địch Đông Nam Á 2019            |
| 21. | 20 tháng 8 năm 2019  | Sân vận động Học viện Giáo dục thể chất Cơ sở Chonburi, Chonburi, Thái Lan | 32   | Myanmar    | 3–0   | 4–0     | Giải vô địch Đông Nam Á 2019            |
| 22. | 8 tháng 12 năm 2019  | Sân vận động tưởng niệm Rizal, Manila, Philippines                         | 38   | Thái Lan   | 1–0   | 1–0     | Đại hội Thể thao Đông Nam Á 2019        |
| 23. | 23 tháng 9 năm 2021  | Sân vận động Pamir, Dushanbe, Tajikistan                                   | 43   | Maldives   | 7–0   | 16–0    | Vòng loại cúp bóng đá nữ châu Á 2022    |
| 24. | 23 tháng 9 năm 2021  | Sân vận động Pamir, Dushanbe, Tajikistan                                   | 43   | Maldives   | 9–0   | 16–0    | Vòng loại cúp bóng đá nữ châu Á 2022    |
| 25. | 23 tháng 9 năm 2021  | Sân vận động Pamir, Dushanbe, Tajikistan                                   | 43   | Maldives   | 12–0  | 16–0    | Vòng loại cúp bóng đá nữ châu Á 2022    |
| 26. | 23 tháng 9 năm 2021  | Sân vận động Pamir, Dushanbe, Tajikistan                                   | 43   | Maldives   | 13–0  | 16–0    | Vòng loại cúp bóng đá nữ châu Á 2022    |
| 27. | 23 tháng 9 năm 2021  | Sân vận động Pamir, Dushanbe, Tajikistan                                   | 43   | Maldives   | 14–0  | 16–0    | Vòng loại cúp bóng đá nữ châu Á 2022    |
| 28. | 23 tháng 9 năm 2021  | Sân vận động Pamir, Dushanbe, Tajikistan                                   | 43   | Maldives   | 16–0  | 16–0    | Vòng loại cúp bóng đá nữ châu Á 2022    |
| 29. | 29 tháng 9 năm 2021  | Sân vận động Pamir, Dushanbe, Tajikistan                                   | 44   | Tajikistan | 1–0   | 7–0     | Vòng loại cúp bóng đấ nữ châu Á 2022    |
| 30. | 29 tháng 9 năm 2021  | Sân vận động Pamir, Dushanbe, Tajikistan                                   | 44   | Tajikistan | 5–0   | 7–0     | Vòng loại cúp bóng đấ nữ châu Á 2022    |
| 31. | 14 tháng 5 năm 2022  | Sân vận động Cẩm Phả, Quảng Ninh, Việt Nam                                 | 52   | Campuchia  | 2–0‡  | 7–0     | Đại hội Thể thao Đông Nam Á 2021        |
| 32. | 7 tháng 7 năm 2022   | Sân vận động bóng đá Biñan, Biñan, Philippnes                              | 55   | Campuchia  | 2–0‡  | 3–0     | Giải vô địch bóng đá nữ Đông Nam Á 2022 |

## Đời sống cá nhân
- Ngoài đời, Hải Yến luôn để một mái tóc ngắn và ăn mặc theo phong cách tomboy.
- Sau trận chung kết SEA Games 30, cầu thủ gốc Hà Tây đã để lại một hình ảnh rất xúc động với người hâm mộ: Trong lúc trả lời phỏng vấn, khi các đồng đội ai nấy đều tươi vui rạng rỡ với chiếc huy chương vàng còn cô thì nghẹn ngào nước mắt nói muốn dành tặng chiến thắng cho bà ngoại vì trong thời gian cô tập trung cùng đội tuyển tham dự SEA Games thì bà ngoại đã mất mà cô không thể về thăm bà lần cuối.[92][93]
- Ngoài ra, cô đã tốt nghiệp bằng giỏi khoa Huấn luyện viên Bóng đá tại trường Đại học Thể dục Thể thao Bắc Ninh.[94]

## Thành tích

### Câu lạc bộ
Hà Nội
- Giải vô địch quốc gia:  (3) 2011, 2013, 2014
- Cúp quốc gia:  (4) 2019, 2021, 2022, 2023

### Thi đấu quốc tế
U16 Việt Nam
- Giải vô địch U16 Đông Nam Á:  2009

Việt Nam
- Giải vô địch Đông Nam Á:  (1) 2019
- SEA Games:  (4) 2017, 2019, 2021, 2023

### Cá nhân
- Cầu thủ xuất sắc nhất Cúp quốc gia: (1) 2019
- Vua phá lưới Giải vô địch quốc gia: (4) 2015, 2018, 2019, 2020
- Vua phá lưới Cúp quốc gia: (4) 2019, 2020, 2021, 2022
- Quả bóng Bạc nữ Việt Nam: (2) 2020, 2021
- Kỷ lục cầu thủ ghi nhiều bàn thắng nhất trong một mùa giải vô địch quốc gia: 17 bàn (2019: 12 trận)

### Huân chương
- Huân chương Lao động: Hạng Ba (2019)[note 6], (2022)